# Golden Amur
La Golden Amur è stata una squadra di hockey su ghiaccio della città di Chabarovsk, in Russia. La compagine è rinomata per essere stata la prima squadra russa a prendere parte all'Asia League Ice Hockey, nella stagione 2004-2005. L'Amur, una compagnia di minatori che comprò la società, decise di sciogliere la squadra per problemi finanziari. Nell'unica stagione giocata, il team concluse terzo, ma venne successivamente eliminato al primo girone di play-off.